# Вильдпольдсрид
Вильдпольдсрид (нем. Wildpoldsried) — община в Германии, в Республике Бавария.
Община расположена в правительственном округе Швабия в районе Верхний Алльгой. Население составляет 2531 человек (на 31 декабря 2010 года). Занимает площадь 21,35 км².

## Население
По оценке на 31 декабря 2015 года население общины Вильдпольдсрид составляет 2554 чел. 

| Дата      | 1840 | 1871 | 1900 | 1925 | 1939 | 1950 | 1961 | 1970 | 1987 | 2011 |
| --------- | ---- | ---- | ---- | ---- | ---- | ---- | ---- | ---- | ---- | ---- |
| Население | 743  | 811  | 932  | 1129 | 1170 | 1813 | 1510 | 1668 | 1917 | 2440 |

| Год       | 1960 | 1970 | 1980 | 1990 | 2000 | 2009 | 2010 | 2011 | 2012 | 2013 | 2014 | 2015 |
| --------- | ---- | ---- | ---- | ---- | ---- | ---- | ---- | ---- | ---- | ---- | ---- | ---- |
| Население | 1558 | 1679 | 1835 | 2081 | 2405 | 2532 | 2531 | 2415 | 2500 | 2512 | 2532 | 2554 |

## Зеленый город
В 1997 году мэр Арно Зингерль заявил, что будет внедрять возобновляемые источники энергии. За 14 лет, когда он был мэром достигнут стопроцентный показатель обеспеченности экологической энергией. А излишки местные жители продают. В городке 5 биогазовых станций, 9 ветровых электроустановок, 3 малых ГЭС, большинство домов оборудованы солнечными батареями. 